# Том Дешл
Томас Ендрю «Том» Дешл (англ. Thomas Andrew «Tom» Daschle; нар. 9 грудня 1947, Абердин, Південна Дакота) — американський політик, член Демократичної партії. Він був Сенатором США з 1987 по 2005 роки. Лідер демократів у Сенаті з 1995 по 2005.

## Походження
Бабуся і дідусь Дешла були німецькими іммігрантами з Російської імперії та жили поблизу Одеси. Належить до Католицької церкви.

## Життєпис
У 1969 році він отримав ступінь бакалавра у галузі політології в Університеті штату Південна Дакота. Потім він служив три роки у ВПС США і був протягом п'яти років помічником сенатора Джеймса Абореска.
Представляв Південну Дакоту в Палаті представників США з 1979 по 1987 роки.
Дешл був номінований на Міністра охорони здоров'я в уряді Обами. Він був змушений зняти свою кандидатуру 3 лютого 2009.